# Le Bestiaire ou Cortège d’Orphée
Le Bestiaire ou Cortège d’Orphée (Bestiarium of de processie van Orpheus) is een bibliofiele publicatie met gedichten van Guillaume Apollinaire en houtgravures van Raoul Dufy gepubliceerd in 1911. 

## Ontstaan
Guillaume Apollinaire was een groot liefhebber van klassieke en middeleeuwse mythen en sagen. Dit boek dat in samenwerking met de graveur ontstond is een moderne variant van een middeleeuws bestiarium met dertig korte embleemgedichten van de hand van Apollinaire, waarin per pagina een dier of de mythologische dichter Orpheus figureert. De houtgravures zijn van de hand van Raoul Dufy. Verschillende componisten hebben een selectie op muziek gezet. Francis Poulenc was de eerste. Van zijn twaalf zettingen werden er in 1919 zes gepubliceerd. Zijn vriend Louis Durey heeft de hele cyclus op muziek gezet. De liederen zijn gezet voor bariton met begeleiding van piano of zes instrumenten. Ook Jean Absil heeft vijf van de dierengedichten in 1944 op muziek gezet voor a-capellakoor: Le dromadaire, L'écrevisse, La carpe, Le paon, Le chat.